# Nepenthes benstonei
Nepenthes benstonei C.Clarke, 1999 è una pianta carnivora della famiglia Nepenthaceae, endemica della Malaysia Peninsulare, dove cresce a 150–1350 m.